# Бахрейн на летних Олимпийских играх 2008
Бахрейн на летних Олимпийских играх 2008 представлена Олимпийским комитетом Бахрейна (ОКБ). В заявке Бахрейна было представлено 15 спортсменов в трёх видах спорта, которые не выиграли ни одной медали.

## Состав олимпийской команды

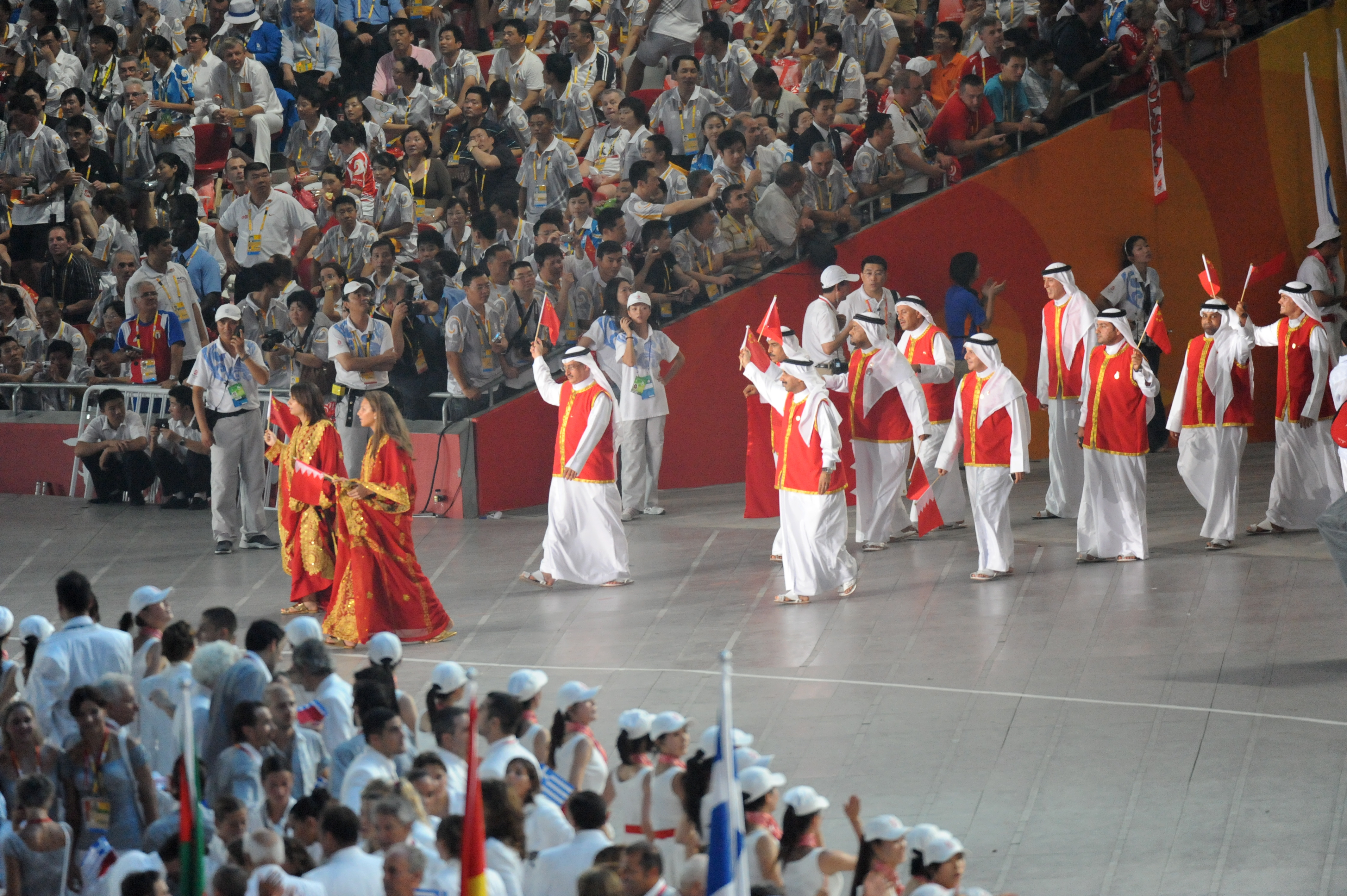
Сборная Бахрейна на церемонии открытия Олимпиады

### Лёгкая атлетика
| Спортсмен           | Соревнование                        | Квалификация | Квалификация | Четвертьфинал | Четвертьфинал | Полуфинал | Полуфинал | Финал             | Финал     |
| Спортсмен           | Соревнование                        | Результат    | Место        | Результат     | Место         | Результат | Место     | Результат         | Место     |
| ------------------- | ----------------------------------- | ------------ | ------------ | ------------- | ------------- | --------- | --------- | ----------------- | --------- |
| Юзеф Саад Камель    | Мужчины, бег 800 м                  | 1:46,94      | 21 Q         |               |               | 1:44,95   | 3 Q       | 1:44,95           | 5         |
| Белал Мансур Али    | Мужчины, бег 800 м                  | 1:45,95      | 10 Q         |               |               | 1:46,37   | 13        | Не прошёл         | Не прошёл |
| Белал Мансур Али    | Мужчины, бег 1500 м                 | 3:36,84      | 19 Q         |               |               | 3:37,60   | 12 Q      | 3:35,23           | 8         |
| Рашид Рамзи         | Мужчины, бег 1500 м                 | 3:32,89      | 1 Q          |               |               | 3:37,11   | 2 Q       | Дисквалифицирован | —         |
| Рашид Рамзи         | Мужчины, бег 5000 м                 | DNS          | DNS          |               |               |           |           | Не прошёл         | Не прошёл |
| Адам Исмаель Хамис  | Мужчины, бег 5000 м                 | 13:44,76     | 18           |               |               |           |           | Не прошёл         | Не прошёл |
| Хасан Махбуб        | Мужчины, бег 5000 м                 | DNS          | DNS          |               |               |           |           | Не прошёл         | Не прошёл |
| Хасан Махбуб        | Мужчины, бег 10000 м                |              |              |               |               |           |           | 27:55,14          | 18        |
| Насар Сакар Саид    | Мужчины, марафон                    |              |              |               |               |           |           | 2:20:24           | 37        |
| Мустафа Аль Раид    | Мужчины, марафон                    |              |              |               |               |           |           | DNF               | DNF       |
| Абдула Закария      | Мужчины, марафон                    |              |              |               |               |           |           | DNF               | DNF       |
| Тарек Мубарак Тахер | Мужчины, бег 3000 м с препятствиями | 8:23,66      | 18 Q         |               |               |           |           | 8:21,59           | 11        |
| Ракия Аль Гассра    | Женщины, бег 200 м                  | 22,81        | 4 Q          | 22,76         | 6 Q           | 22,72     | 11        | Не прошла         | Не прошла |
| Мариам Юсуф Ямал    | Женщины, бег 1500 м                 | 4:05,14      | 6 Q          |               |               |           |           | 4:02,71           | 5         |
| Надия Эджафини      | Женщины, марафон                    |              |              |               |               |           |           | DNS               | DNS       |

### Плавание
| Спортсмен         | Соревнование                 | Квалификация | Квалификация | Полуфинал | Полуфинал | Финал     | Финал     |
| Спортсмен         | Соревнование                 | Время        | Место        | Время     | Место     | Время     | Место     |
| ----------------- | ---------------------------- | ------------ | ------------ | --------- | --------- | --------- | --------- |
| Омар Юзеф Яссим   | Мужчины, 50 м вольным стилем | 24,65        | 64           | Не прошёл | Не прошёл | Не прошёл | Не прошёл |
| Самеера Аль Битар | Женщины, 50 м вольным стилем | 30,32        | 74           | Не прошла | Не прошла | Не прошла | Не прошла |

### Стрельба
| Спортсмен    | Дисциплина          | Квалификация | Квалификация | Финал                | Финал                | Место |
| Спортсмен    | Дисциплина          | Очков        | Место        | Очков                | Место                | Место |
| ------------ | ------------------- | ------------ | ------------ | -------------------- | -------------------- | ----- |
| Салман Заман | Винтовка лёжа, 50 м | 588          | 37           | Закончил выступление | Закончил выступление | 37    |